# Frontière entre l'Éthiopie et le Kenya
La frontière entre l'Éthiopie et le Kenya est la frontière séparant l'Éthiopie et le Kenya.

## Tracé
Longue de 861 km, la frontière suit un tracé globalement orienté ouest-est. Elle démarre à l'ouest au tripoint entre l'Éthiopie, le Kenya et le Soudan du Sud (position contestée du fait des revendications du Kenya et du Soudan du Sud sur le triangle d'Ilemi) et s'achève à l'est au tripoint entre l'Éthiopie, le Kenya et la Somalie (3° 59′ 00″ N, 41° 54′ 00″ E).

## Histoire
Le premier accord anglo-éthiopien sur la frontière entre l'empire d'Éthiopie et l'Afrique orientale britannique est signé le 6 décembre 1907.

## Points de passage
Le poste frontière de Moyale, situé sur la route goudronnée reliant Nairobi à Addis-Abeba, est ouvert tous les jours. C'est un point de passage important car Nairobi accueille l'Office des Nations unies et Addis-Abeba accueille le siège de l'Union africaine.